# Royal Park I Roveri
De Royal Park I Roveri, internationaal soms ook de Royal Park Golf & Country Club genoemd, is een golfclub ten noorden van Turijn. Hij wordt in Italië ook wel de La Mandria genoemd. Het is de thuisbaan van onder meer Matteo Manassero.
De baan van de I Roveri Golf Club (zoals hij toen heette) is in 1971 door Robert Trent Jones Sr aangelegd in het Mandria Park, vlak bij het grote koninklijk jachtslot (Venaria Reale) van het Huis Savoie, het Italiaanse koningshuis. De par is 72. Later zijn er nog negen holes bijgemaakt door Michael Hurdzan. Deze baan wordt de Hurdzan-Fry Course genoemd. Het is de bedoeling dat er nog negen holes bij komen.

## Internationale toernooien
Italiaans Open
- 1999:  Dean Robertson
- 2009:  Daniel Vancsik
- 2010:  Fredrik Andersson Hed
- 2011:  Robert Rock
- 2012:  Gonzalo Fernández-Castaño
- 2014: 28-31 augustus

Europees Landen Team Kampioenschap
- 2008: ELTK voor heren, gewonnen door Schotland

European Young Masters
- 1997:  Italië
- 1998:  Italië
- 1999:  Spanje
- 2000:  Spanje

## Verwarring
Er is ook een Royal Park Golf Club in Melbourne en in Tenerife.